# Sicario (pel·lícula de 1994)
Sicario (a Espanya Sicario, la ley de la calle) és una pel·lícula realitzada el 1994, finançada por el Fondo Cinematográfico de Venezuela (FONCINE) i dirigida per José Ramón Novoa.

## Sinopsi
La pel·lícula mostra la violència constant en els barris marginals de la ciutat de Medellín, Colòmbia, a fins de la dècada de 1980, on els adolescents avorrits consumeixen drogues i cometen delictes.
Medellín, Colòmbia, 1990. La història gira al voltant de Jairo (Laureano Olivares), un noi de 14 anys cansat de la seva pobresa i entorn familiar insà, que entra al món del crim en participar d'un assalt. Aviat el noi acaba formant part de la màfia del sicariat al servei del narcotràfic.

## Repartiment
- Laureano Olivares - Jairo Mejias
- Herman Gil - Aurelio
- Néstor Terán - Tigre
- Melissa Ponce - Rosa
- Gledys Ibarra - Carlota Mejias
- William Moreno - Aguirre
- Paco Hernández - Hiena (como Francisco Hernández)
- Hugo Márquez - Klaus
- Daniel Benítez - Aníbal Mejias
- Johan Andrade - Pulgoso
- George Munoz - Rambito
- Carlos Martínez - Cara Cortada
- Jesús Toro - Yayo
- Luis Barrios - Jaguar
- Elías Yáñez - Wapero
- Pedro Lander - Solís

## Premios i candidatures
Primer Festival de Cinema Internacional de Lauderdale 1996
- Guanyadora del Premi a la Millor Pel·lícula en idioma estranger.
- Guanyador del Premi al Millor Actor per a Laureano Olivares

Premis Goya 1996
- Seleccionada com a candidata a la Millor Pel·lícula Estrangera de Parla Hispana

Competència llatina al Festival de Gramado 1996
- Guanyador del Premi Kikito d'Or al Millor Muntatge per a Joseph Novoa
- Guanyador del Premi Especial del Jurat per a Joseph Novoa
- Seleccionada per al Premi a la Millor Pel·lícula

Festival Internacional del Nou Cinema Llatinoamericà de l'Havana 1994
- Guanyador del Premi al Millor Guió per a David Suárez

Festival de Cinema Iberoamericà de Huelva 1995
- Guanyador del Premi Colón d'Or Joseph Novoa

Festival Internacional de Cinema de Santa Bárbara 1996
- Guanyadora del Premi a la millor Pel·lícula

Festival Internacional de Cinema de Tòquio 1995
Guanyador del Premi al Millor Director José Novoa
Guanyadora del Premi a la Millor Actriu de Repartiment, Gledys Ibarra en concurrència amb Ellen Muth per Eclipsi total
- Seleccionada com a candidata al Premi a la Millor Pel·lícula

## Comentaris crítics
Va opinar Pablo Abraham:
| « | L'obra de José Ramón Novoa ha estat una de les poques que ha aconseguit atreure el públic que havia vingut perdent el cinema peruà des de la dècada dels 90. Prova d'això són els èxits de Sicario (2002), Garimpeiros (2008, coneguda internacionalment com a Oro negro), i El Don (2014), pel·lícules que exhibien sense pudor un gust pels temes i personatges marginals, protagonistes d'uns drames en el millor estil del que s'ha donat per concebre com a verisme llatinoamericà: el barri, la pobresa, el delinqüent juvenil, l'absència de llei, la sobre vivència en un món violent... Novoa també ha estat productor de films igualment reeixits com Huelepega: Ley de la calle (2007) i Punto y raya (2012), amdues dirigides per la seva esposa Elia Schneider. | » |

De la pel·lícula Sicario va opinar Pedro Antonio Urbina:
| « | ”S'aconsegueix una seca i determinista presentació, amb tints documentals, dels fets, brutals, descarnats, fredament impúdics. Res més lluny de l'estètica de la violència o de l'erotisme comercial. Tot produeix horror i no s'ofereix cap sortida, sinó desesperació i mort. Acompanyada d'una llarga sèrie de premis, no és no obstant això una bona pel·lícula. Segona del seu realitzador, està plena de fallades de guió, de malapteses narratives, superficialitats i escamotejos, morositat i precipitació intempestives. Però potser està en la força mateixa dels fets el seu innegable vigor; i tant de premi es degui a la seva denúncia contra els responsables de la terrible desigualtat social regnant a tants països d'Amèrica del Sud.” | » |

## Observació
Tal com es descriu en la sinopsi, si bé aquesta pel·lícula va ser filmada en el Perú, la història es desenvolupa en la veïna Colòmbia.